# Мрачна капија
Мрачна капија или Каранлик капуси  jедна је од многобројних капија на Београдској тврђави,  на савској страни Доњег града, на правцу јужног прилазног правца Тврђави. Капија и околни комплекс су значајно реновирани у периоду од 2007. до 2008. године.

## Назив
На старим плановима ова капија означена је као Каранлик капуси или Мрачна капија, што сасвим одговара њеном изгледу. Док се није усталио данашњи назив, ова капија је била позната под разним именима, нпр. Савска, Шабачка, Босанска и Мрачна.

## Историја
Београдска тврђава подигнута је на гребену изнад ушћа Саве у Дунав у раздобљу од 1. до 18. века као комплекс одбрамбеног карактера. Тврђава је данас својеврстан музеј историје Београда. Ову целину чине сама Београдска тврђава, подељена на Горњи и Доњи град, и парк Калемегдан. Због изузетног стратешког значаја на овом месту је, крајем првог века наше ере, подигнуто утврђење - римски каструм, као стални војни логор IV Флавијеве легије, ауз  утврђење на брегу изнад ушћа Саве у Дунав, настао је антички Сингидунум, а на истом месту и словенски Београд. Вековима се средњовековни град развијао на просторима Тврђаве, тражећи сигурност међу њеним бедемима. Београдска тврђава често је рушена и обнављана. Изнад римских зидина стоје српски бедеми, а преко њих, турске и аустријске фортификације. У 12. веку византијски цар Манојло Комнин подигао је на римским рушевинама нови кастел. У првим деценијама 14. века ово мало утврђење на брегу проширено је до речних обала. У оквиру бедема развио се напредан средњовековни град. После турског освајања 1521. године, па све до краја 17. века, Београдска тврђава није значајније дограђивана.
Ново раздобље започело је аустријско-турским ратом. Као кључно утврђење у средишту ратних сукоба током 18. века, Тврђава је три пута реконструисана. Порушен је стари кастел, а велики део средњовековних бедема прекриле су нове фортификације. Под аустријском окупацијом, 1717-1739. године, после изградње нових модерних утврђења, Београдска тврђава је представљала једно од најјачих војних упоришта у Европи. Грађена је према пројектима генерала Николе Доксата Демореза.
До краја 18. века Београдска тврђава је добила коначни облик. У ратним разарањима током протеклих деценија порушени су готово сви објекти у Горњем и Доњем граду, а бедеми знатно оштећени.
Подигнута је између 1740. и 1760. године, испред Сава капије, на правцу јужног прилазног правца Тврђави. Слично Сава капији и она је грађена као пролаз кроз бастион. Са обе стране има просторије за смештај тврђавске страже.
Како према Београдској тврђави воде улице Кнез Михаилова и Узун Миркова. На том правцу су главне тврђавске капије - Стамбол-капија (унутрашња и спољна) и Сахат-капија. У средњовековно утврђење улазило се са источне стране (поред данашњег Зоолошког врта), кроз Зиндан-капију и Деспотову капију Горњег града. Доњем граду прилази се Булеваром војводе Бојовића (Видин-капија) и из Карађорђеве улице (Мрачна капија).
Након предаје града кнезу Михаилу 1867. године у Мрачној капији је стражарила српска, касније и југословенска војска. Њима припадају записи који су урезани на квадерима у доњој зони. Записи су на турском – арапском језику, затим на латиници, из раздобља аустријске окупације 1739-1791, и на ћирилици. Уз то, има и урезаних симбола, попут крста, меноре и нишана јаничарских одреда (буљука). Највећи број записа су, у ствари, године урезане арапским писмом, од којих је најранији из 1747, а најкаснији из 1797/1798.